# Middletown Car Company
La Middletown Car Company est une entreprise américaine de construction de matériel roulant ferroviaire créée en 1912. Elle remplace la Middletown Car Works dans le cadre de la fusion de cette dernière avec la Standard Steel Car Company (SSC). 
En 1930, le 1er mars, la Middletown Car Company est absorbée par la Pullman Car & Manufacturing Company. Le nom de Middletown Car Company est alors changé en Pullman-Standard Car Export Corporation
le 5 mars 1931.  
La production s'effectue sur le site de Middletown  en Pennsylvanie, à Rio de Janeiro  au Brésil (1913)  et en 1919 sur le site de La Rochelle en France par le biais d'une filiale : les Entreprises Industrielles Charentaises (EIC) .